# Йерева (язык)
Йерева (ерева) — вымерший андаманский язык, относился к северной группе. Был распространён на острове Северный Андаман, в индийской союзной территории Андаманские и Никобарские острова. Вымер в конце XX века. Его современное продолжение — новоандаманский язык — это креол, в основе которого лежит смесь языка йерева и который при этом включает значительное количество элементов других языков, а также андаманского диалекта языка хинди.
В прошлом, когда носителей языка было значительно больше, в языке существовали диалекты. Грамматические значения выражаются с преобладанием синтетических форм, в языке существует двусторонняя агглютинация. У имён отсутствует категория числа; у личных местоимений различаются единственное и множественное. Язык бесписьменный.